# Α-Catenin
α-Catenin ist ein Strukturprotein in Zellkontakten. Es wurde immer vermutet, dass α-Catenin in Adhärenskontakten als Verbindungsstelle zwischen β-Catenin und den Aktinfilamenten des Zytoskeletts fungiert, obwohl ein solcher Proteinkomplex noch nie isoliert wurde. Tatsächlich hat man herausgefunden, dass α-Catenin niemals mit den Aktinfilamten und dem E-Cadherin-β-Catenin-Komplex gleichzeitig verbunden ist, sondern eine sehr viel dynamischere Verbindung mit beiden eingeht. Das hängt damit zusammen, dass α-Catenin sowohl als Mono- als auch als Dimer vorliegen kann, und α-Catenin-Monomer eher an den E-Cadherin-β-Catenin-Komplex und α-Catenin-Dimer eher an die Aktinfilamente bindet.
Darüber hinaus beeinflusst α-Catenin entscheidend die Struktur des Aktinfilaments. Das geschieht wahrscheinlich dadurch, indem es mit dem Arp 2/3-Komplex um Bindungen mit dem Aktinfilament konkurriert.

## Klinischer Bezug
α-Catenin stand im Verdacht bei der Metastasierung von Tumoren beteiligt zu sein, indem eine niedrigere Expression von α-Catenin die Adhäsion von Zellen herabsetzen könnte. Ein Zusammenhang zwischen der Häufigkeit von Metastasen und der Expression von α-Catenin allein gilt inzwischen als widerlegt, dafür haben sich andere Beziehungen ergeben: α-Catenin korreliert negativ mit dem Prostatakarzinom-spezifischen Antigen (PSA) und schwächt die Immunreaktion des Körpers auf den Tumor. Darüber hinaus könnte eine verringerte Expression von α-, β-, γ-Catenin oder E-Cadherin auch die Expression der drei anderen Proteine verändern. Eine verminderte Expression aller vier Proteine wiederum korreliert schon mit einer erhöhten Gefahr für Metastasen.